# Vlag van Vollenhove

De vlag van de gemeente Vollenhove
(1958-1973)

De vlag van de stad Vollenhove
(sinds 2002)

De vlag van Vollenhove werd op 17 juni 1958 bij raadsbesluit vastgesteld als gemeentelijk dundoek van de voormalige gemeente Vollenhove in de Nederlandse provincie Overijssel. Deze vlag kan als volgt worden beschreven:
Vier banen van gelijke hoogte in de kleuren rood-wit-geel-groen.
In 1973 ging Vollenhove op in de nieuw gevormde gemeente Brederwiede, waarmee de gemeentevlag kwam te vervallen. Sinds 1 januari 2001 valt het gebied onder de gemeente Steenwijkerland.

## Stadsvlag
Er bestaat sinds 2002 ook een stadsvlag van Vollenhove, ontworpen door historicus drs. Jos Mooijweer in opdracht van de Belangenvereniging Stad Vollenhove. De vlag heeft in alle vier de hoeken een zespuntige witte ster en op de kruising van het kruis een gele zespuntige ster en is vrijwel gelijk aan het voormalige wapen van een van de voorgangers van de gemeente, Stad Vollenhove. Het wapen had ook nog een schildhouder in de vorm van een hert, deze kwam op de vlag niet terug.

## Afbeeldingen

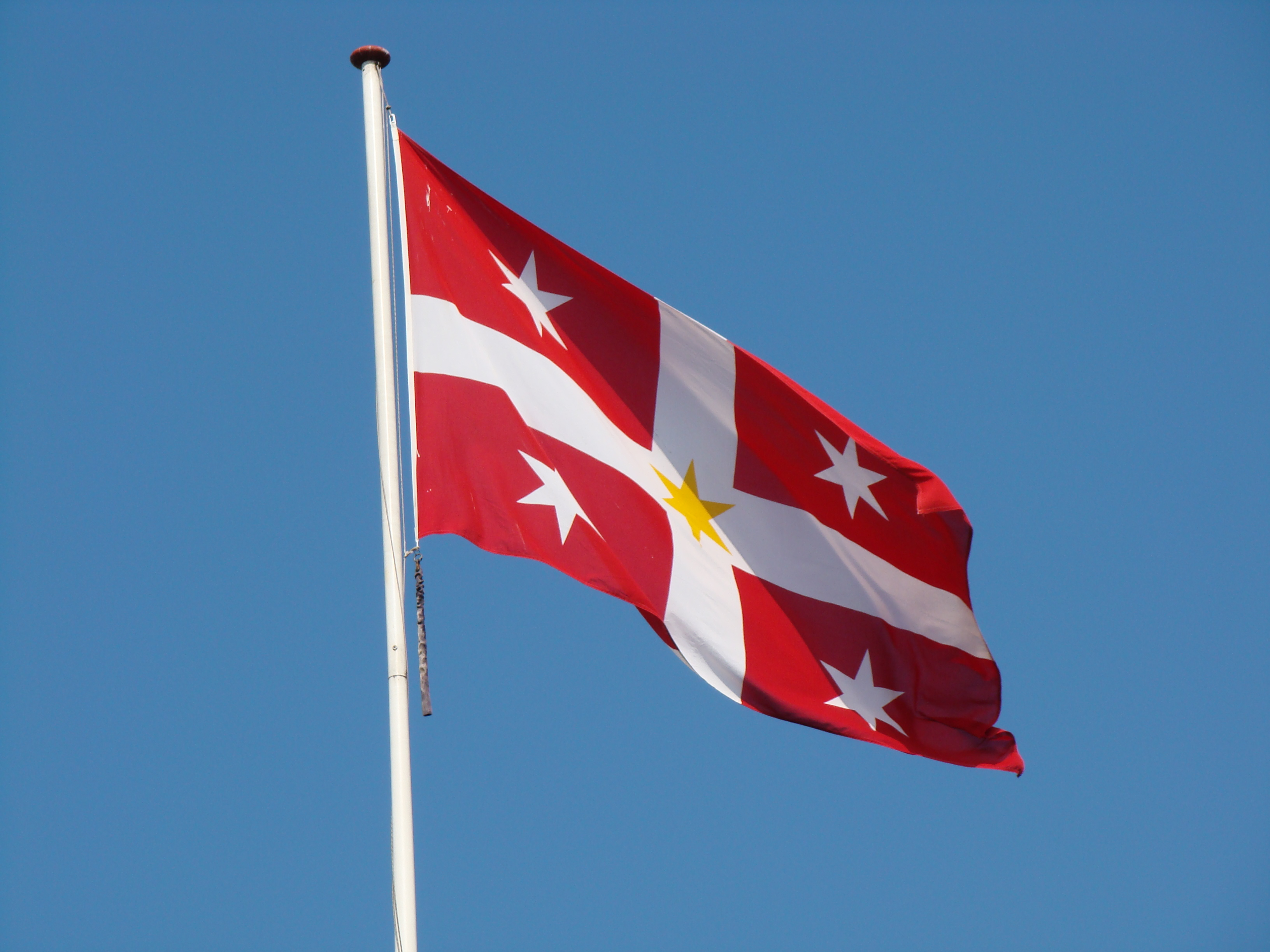
Stadsvlag van Vollenhove
Het wapen van de gemeente Vollenhove
Het wapen van Stad Vollenhove (zelfstandige gemeente tot 1942)

Ambt Delden 
· Avereest 
· Bathmen 
· Blokzijl 
· Brederwiede 
· Den Ham 
· Denekamp 
· Diepenheim 
· Diepenveen 
· Genemuiden 
· Goor 
· Gramsbergen 
· Hasselt 
· Heino 
· Holten 
· IJsselham 
· IJsselmuiden 
· Markelo 
· Nieuwleusen 
· Noordoostpolder 
· Olst 
· Ootmarsum 
· Rijssen 
· Stad Delden 
· Steenwijk 
· Steenwijkerwold 
· Urk 
· Vollenhove 
· Vriezenveen 
· Wanneperveen 
· Weerselo
· Wijhe 
· Zwartsluis 
· Zwollerkerspel
Belt-Schutsloot
· Blankenham
· Boekelo
· Buurse
· Giethoorn
· Herxen
· Hoonhorst
· Kuinre
· Mariënheem
· Oldemarkt
· Ossenzijl
· Scheerwolde
· Slangenbeek
· Vollenhove
· Zenderen